# باتل الرويلي
باتل الرويلي (مواليد 20 أكتوبر 1998) هو لاعب كرة قدم سعودي يلعب حالياً في نادي الجندل.

## مسيرة اللاعب
لعب في نادي الجندل و انتقل إلى نادي العروبة في عام 2021 وعاد إلى نادي الجندل مطلع عام 2022.